# Antyneutron

Struktura antyneutronu

Antyneutron – antycząstka neutronu.

## Budowa i właściwości
Antyneutron ma taką samą masę jak neutron i również jest elektrycznie obojętny, natomiast różni się wewnętrzną budową — składa z antykwarków: dwóch antydolnych i jednego antygórnego. Moment magnetyczny w kierunku spinu dla antyneutronu ma taką samą wartość bezwzględną i przeciwny znak co dla neutronu.

## Odkrycie antyneutronu
Antyneutron został odkryty w 1956 przez zespół Bruce'a Corka w akceleratorze Bevatron na uniwersytecie w Berkeley rok po odkryciu antyprotonu. Pierwsze antyneutrony uzyskano z antyprotonów w wyniku wymiany ładunku. Ze względu na zerowy ładunek elektryczny, antyneutrony nie były obserwowane bezpośrednio. Zamiast tego badano ich anihilację.